# Caius Servilius Glaucia
Caius Servilius Glaucia (†Kr. e. 100) ókori római politikus, az előkelő Servilia gens tagja volt.
A Kr. e. 2. század legvégén Lucius Appuleius Saturninusszal együtt ő volt a néppárt vezetője. Kr. e. 103-ban néptribunusként hozatott törvényével visszajuttatta a tartományi zsarolási ügyeket a lovagrendnek, Kr. e. 100-ban pedig Caius Mariusszal szövetkezve elérte a praetori rangot, míg utóbbi hatodszorra is consul, Saturninus pedig másodjára is néptribunus lehetett. Az év politikai szempontból rendkívül feszülten telt, a tribunus és a praetor javaslatai ellen a senatus Quintus Servilius Caepio és Quintus Caecilius Metellus Numidicus vezette optimata frakciója ellenségesen lépett fel. (Metellus már korábban, Kr. e. 102-ben megpróbálta kizárni Saturninust és Glauciát a senatusból, mire 100-ban Marius segítségével csapdahelyzetbe kényszerítették, és őt zárták ki a testületből.)
Az év végén Saturninust ismét tribunusszá választották, Glaucia pedig a kötelezően előírt kétéves intervallumot be nem tartva indult a consulválasztáson. Hívei meggyilkolták ellenfelét, Caius Memmius néptribunust, mire a senatus rendkívüli állapotot hirdetett, és Mariust bízta meg a rend helyreállításával. A consul nem mert szembeszállni a testülettel, de hívei ellen sem akart fellépni. Ingadozását kihasználva a senatorok fegyvert ragadtak ellenük, mire a Capitoliumra menekültek. Itt a vízhiány miatt kénytelenek voltak megadni magukat, és kivégezték őket, noha Glaucia haláláról nem rendelkezett a senatus. Cicero szerint, aki egyébként szónoki tehetsége és szellemessége ellenére is a legrosszabb demagógok között tartja számon Glauciát, Marius saját hatáskörben végeztette ki.